# Malaja Visjera
Malaja Visjera (Russisch: Малая Вишера) is een stad in de oblast Novgorod, Rusland. Het is het administratieve centrum van het gelijknamige rajon. Het heeft rond de 14.000 inwoners. De geschiedenis van de stad gaat terug tot 1843, toen er ten behoeve van de aanleg van de spoorlijn Moskou - Sint-Petersburg een nederzetting werd gebouwd. De stad is vernoemd naar en ligt aan de Visjera, een zijrivier van de Volchov. Malaja Visjera kreeg de status van posad in 1871; stadstatus volgde in 1921.
Malaja Visjera kwam op 14 augustus 2007 in het nieuws doordat een treinstel van de Nevski Express (tussen Moskou en Sint-Petersburg) door een bom geraakt werd.
Bestuurlijk centrum: Veliki Novgorod 

Borovitsji · Cholm · Chvojnaja · Malaja Visjera · Okoelovka · Pestovo · Soltsy · Staraja Roessa · Tsjoedovo · Valdaj